# 李在鎔
李在鎔（：／*/?，1968年6月23日—），韓國企業家，現任三星集團及三星電子會長，前會長李健熙之獨子。三星愛寶樂園大股東（持有25.1%），首爾大學校友。

## 生平
李在鎔是李健熙独子，母親是洪羅喜，四个孩子当中他最年長。李在鎔於美國華盛頓哥倫比亞特區出生，但其主張及公開資料皆指他在首爾出生。因此，媒體曾就其出生地與國籍進行查證，並指出其父李健熙在1969年12月4日親自向管轄地址洞事務所申報其出生地為哥倫比亞特區的事實。其後，他畢業於首爾大學東亞史学系，後於日本慶應大學獲得MBA，哈佛大學商學院博士班肄業。1991年加入三星集團。眾所周知，在就讀首爾大學期間，他表現出意想不到的一面，比如舉行反對軍政府的民主化示威活動。2001年，任三星電子常務助理，後任經營企劃組常務；2009年12月任三星電子副社長兼客戶總監；2010年11月升任社長；2012年12月出任副會長；2016年10月進入理事會正式掌握公司決策權。
前妻林世玲是韩国最大食品厂大象集團會長林昌旭之女。1997年在美國大學認識，1998年結婚，2000年生下兒子李智昊（Lee Ji Ho），2004年生下女兒李元珠（Lee Won Joo），2009年離婚。
2016年底，因涉朴槿惠的政治醜聞而被調查。他自稱是朴槿惠威脅的受害者。2017年2月17日，李在鎔遭到「親信門」醜聞特別檢查組逮捕，2月28日因行贿和挪用公款等罪名被正式起诉。
2017年8月25日，首尔中央地方法院判决李在镕贪腐等罪名成立，刑期5年。李在镕的律师表示会上诉，“相信裁决会被推翻”。
2018年2月5日，首尔高等法院改判2年6個月，但緩刑4年，李在镕當庭獲釋。
2019年8月29日，韩国最高法院裁决李在镕行贿案发回二审法院重审。
2020年6月8日，李在镕与前三星未来战略室室长（副会长）崔志成、战略组组长（社长）金钟重出庭接受逮捕必要性审查。
2021年1月18日，首尔高等法院認定李在镕曾贿赂前总统朴槿惠的助手，以獲取政府对三星集团两子公司合并案的支持，並判處李在鎔有期徒刑两年零六个月。李在镕當庭被捕。2021年2月17日，韩国法务部宣佈李在镕服刑结束起5年之内不得在三星工作。8月13日，李在鎔獲假釋出獄。
2022年8月12日，韩国政府宣布特赦李在镕並恢復其經營權利，即日生效。
2022年10月27日，三星集團理事會通過任命李在鎔為集團會長。
2024年2月5日，首爾中央地方法院對李在鎔不當合併與會計造假案作一審判決，他獲裁定無罪。
2025年7月17日，韩国最高法院判定李在镕无罪，认定不存在会计欺诈和股票操作，消除了李在镕面临的长期法律风险。

## 家庭关系
- 祖父：李秉喆（1910－1987）
- 祖母：朴杜乙（1907－2000）
  - 父亲：李健熙（1942－2020）
  - 母亲：洪羅喜（1945－）
    - 妹妹：李富真（1970－）
    - 妹妹：李叙显（1973－）
    - 妹妹：李尹馨（1979－2005）